# Награда Минерва
Награду „Минерва” додељује Српско-канадско удружење писаца „Десанка Максимовић” из Торонта, у Канади. Награда се састоји од плакете и скулптуре, рад српског вајара Зорана Беатовића, који живи и ради у Торонту.
Ова награда је 2006. припала Момиру Лазићу, књижевнику из Београда. Лазић је награђен за своју најновију књигу „Пут у катаклизму”.
Ово признање, установљено 2002. године, додељује се „онима који су највише допринели ширењу истине о Србима у свету”.